# Дисперсна система
Дисперсната система е система от две или повече вещества, при която частиците от едното вещество са равномерно разпръснати (диспергирани) между частиците на другото. Състои се от две или повече химични съединения или прости вещества, наричани компоненти на системата, разпределени помежду си. Наименованието идва от думата диспергиране – раздробяване. Дисперсната система се състои от:
- дисперсна фаза – диспергираното вещество;
- дисперсна среда – веществото, в което е разпределена дисперсната фаза;
- газови системи и разтвори – когато двата компонента са частици с молекулен строеж;

## Видове дисперсни системи
Свойствата на дисперсните системи се определят както от свойствата на компонентите, които ги съставят, така и от големината и количеството на частиците на диспергираните вещества. Дисперсните системи се класифицират по различни признаци:

### Според размера на частиците на дисперсната фаза
- Грубодисперсни системи – техните частици са с размери над 100 nm. Те са хетерогенни и нестабилни. Примери за такива системи са:
  - Суспензии – когато единият компонент е течност, а другия – твърдо вещество;
  - Емулсии – двата компонента са течности;
- Колоидни системи (неистински разтвори) – техните частици са с размери между 1 и 100 nm. Те са микрохетерогенни, малко по-стабилни системи, но под действието на топлина, взаимодействие с йони или по-големи молекули, те могат да се разслоят.
- Молекулни (йонни) системи (Истински разтвори) – техните частици са с размери под 1 nm. Те са стабилни във времето – не променят състава и свойствата си.

### Според агрегатното състояние на дисперсната среда
- Газообразни – смеси на газове или па̀ри;
- Течни – разтворени в течности газове, твърди или течни вещества;
- Твърди – разтвори представляващи твърдо кристално вещество, в чиято кристална решетка има заместени атоми, йони или молекули на основното вещество с атоми, йони или молекули на друго или други вещества. Наричат се твърди разтвори със заместване. Има случаи, когато атомите или йоните на разтвореното вещество влизат в празнините на кристалната решетка. Те се наричат твърди разтвори чрез внедряване.

| Вид         | Дисперсна среда | Дисперсна фаза | Пример                  |
| ----------- | --------------- | -------------- | ----------------------- |
| Газообразни | газ             | газ            | газова смес             |
| Газообразни | газ             | течност        | мъгла                   |
| Газообразни | газ             | твърдо тяло    | дим, прах               |
| Течни       | течност         | газ            | пяна                    |
| Течни       | течност         | течност        | мляко (емулсия)         |
| Течни       | течност         | твърдо тяло    | варно мляко (суспензия) |
| Твърди      | твърдо тяло     | газ            | газобетон, гъба         |
| Твърди      | твърдо тяло     | течност        | мокър бетон             |
| Твърди      | твърдо тяло     | твърдо тяло    | сплав, бетон            |

| Смес            | Еднородни (хомогенни)                                                   | Нееднородни (хетерогенни)                                                       |
| --------------- | ----------------------------------------------------------------------- | ------------------------------------------------------------------------------- |
| твърдо + твърдо | сплав: месинг стомана чугун                                             | смес от сол и захар смес от захар и сух ориз почва пясък на морския бряг гранит |
| твърдо + течно  | разтвор (ненаситен, наситен): захарен разтвор солена вода (морска вода) | мръсна вода емулсия или колоид (мляко, майонеза)                                |
| твърдо + газ    | няма                                                                    | облак от прах дим (цигарен)                                                     |
| течно + течно   | алкохолни напитки                                                       | смес от олио и вода                                                             |
| течно + газ     | природни води киселинен дъжд (азотен, серен)                            | мъгла пяна                                                                      |
| газ + газ       | въздух (чист)                                                           | няма                                                                            |